# Флаг Эспириту-Санту
Флаг бразильского штата Эспириту-Санту представляет собой прямоугольное полотнище, состоящее из трёх равновеликих горизонтальных полос голубого, белого и розового цветов. В центре белой полосы изображена надпись «TRABALHA E CONFIA».

## История
Флаг Эспириту-Санту был создан губернатором штата Жерониму Монтейру ещё в 1908 году, однако был официально учреждён только в 1947 году.

## Символика
Голубой и розовый цвета являются официальными цветами штата. Голубой цвет на флаге олицетворяет гармонию, белый — мир, розовый — радость. Надпись в переводе с португальского означает «Работа и вера (в Бога)».